# Amador Bendayán
Amador Bendayán (Villa de Cura, Aragua, 11 de novembre de 1920 – Caracas, 8 d'agost de 1989) fou un actor i presentador de ràdio i televisió veneçolà.

## Biografia
Bendayán, fill d'immigrants jueus sefardites marroquins, nasqué a Villa de Cura, a l'estat d'Aragua, però cresqué i estudià a Caracas. Començà la seva carrera a la ràdio als 17 anys, el 1937, com a presentador i comediant.
Bendayán aconseguí una enorme popularitat amb les seves comèdies radiofòniques El Bachiller y Bartolo (1949–59) i La Bodega de la Esquina (1950–1960), i quan es va passar a la televisió la seva popularitat i la seva audiència van seguir creixent. També aparegué en diverses pel·lícules a Mèxic i a Veneçuela entre 1947 i 1971, i treballà en una sàtira paròdica, The Amador News, a la televisió a mitjans anys seixantes.
El 1968, Bendayán fou contractat per Radio Caracas Televisión per presentar el programa Sábado Espectacular, un xou de varietats de cinc hores de durada que va durar fins al 1971. L'any següent es va passar a Venevisión, i el seu xou va reaparèixer amb el nom de Sábado Sensacional, i s'hi va mantenir fins al 1988, pocs mesos abans de la seva mort, a l'edat de 68 anys. Gilberto Correa el succeí com a presentador del xou, que va perdurar fins al 1996.
Amador Bendayán fou el fundador i primer president de la Casa del Artista, un centre cultural situat al bulevard que porta el seu nom. A Caracas també hi ha una plaça d'Amador Bendayán.

## Principals pel·lícules
- Misión atómica (1947)
- Yo quiero una mujer así (1951)
- Seis meses de vida (1951)
- Yo y las mujeres (1959)
- Si yo fuera millonario (1962)
- El ídolo (1963)
- Napoleoncito (1964)
- Escuela para solteras (1965)
- El Pícaro (1967)
- El Reportero (1968)
- Departamento de soltero (1971)
- O.K. Cleopatra (1971)